# Ras el Djebel
Ras el Djebel (àrab: رأس الجبل, Raʾs al-Jabal, ‘Cap de la Muntanya’) és un cap de la costa nord de Tunísia, a la governació de Bizerta, a poca distància cap a l'est del Ras Zebib i a uns 25 km de la ciutat de Bizerta. A la vora hi ha una vila que porta també el nom de Ras el Djebel o Ras Jebel. Rep el nom per ser el lloc on es considera que acaben (o comencen) les Muntanyes de l'Atles, i el promontori que formen entra a la mar i forma un sortint arrodonit.